# Belliidae
Die Belliidae sind eine Familie der Krabben in der Überfamilie Bellioidea. Sie enthält lediglich sechs Arten. Sie sind meist freilebend im Flachwasser anzutreffen, Bellia picta auch in Höhlen oder bei Ebbe unter Steinen. Ihr Habitat ist wenig erforscht.

## Merkmale
Der Carapax variiert zwischen längsoval, rund und queroval. Die Antennulae liegen nicht in einer Grube und die Antennen sind sehr kurz mit einem großen Basalglied, zwei weiteren Gliedern und einem stark reduzierten Flagellum. Das thorakale Sternum ist verbreitert. Entweder sind die Nähte zwischen viertem und fünften Segment (Corystoides, Acanthocyclus) oder alle Nähte (Bellia) medial unterbrochen. Die Episterniten 4 bis 8 sind, außer bei Acanthocyclus, durch eine Linie abgegrenzt. Das achte Sternit ist zum Teil sichtbar. Die Sternopleonalhöhle ist gewöhnlich sehr lang und tief und entweder komplett vom Pleon oder nicht vom kurzen Pleon (Bellia) ausgefüllt. Das Pleon ist sehr kurz, die Segmente (Somiten) drei bis fünf sind bei Männchen verschmolzen, bei Bellia aber noch sichtbar. Der Druckknopf-Mechanismus wird über ein Höckerchen am fünften Segment (Acanthocyclus, Corystoides) ermöglicht oder ist nicht funktional (Bellia). Das erste Gonopodium ist relativ kurz und kräftig und besitzt eine gebogene kammartige Spitze (Bellia) oder endet stumpf mit federartigen Borsten. Die seitlich gelegene Vulva ist entweder nicht vom Pleon bedeckt (Bellia) oder vollständig von ihm verborgen (übrige Gattungen).

## Systematik
Die Belliidae umfassen drei Gattungen, die traditionell in einer Unterfamilie zusammengefasst werden.
- Unterfamilie Belliinae Dana, 1852
  - Acanthocyclus Lucas, in H. Milne Edwards & Lucas, 1844
  - Bellia H. Milne Edwards, 1848
  - Corystoides Lucas, in H. Milne Edwards & Lucas, 1844

Eine weitere Unterfamilie, die früher zu den Belliidae gezählt wurde, ist inzwischen eine eigenständige Familie innerhalb der Überfamilie Bellioidea. Es handelt sich um die Heteroziidae Števčić, 2005 mit der einzigen Art Heterozius rotundifrons A. Milne-Edwards, 1867.